# شبح (فیلم ۱۹۲۲)
شبح (انگلیسی: Phantom) یک فیلم صامت در سبک فانتزی به کارگردانی فریدریش ویلهلم مورنائو است که در سال ۱۹۲۲ منتشر شد.
این فیلم، نمونه‌ای از سینمای اکسپرسیونیسم آلمان است و فضایی رویاگونه و فراواقع‌گرایانه دارد.

## بازیگران
- آلفرد ابل
- گریته برگر
- لیل داگوفر
- لیا د پوتی
- آنتون ادهوفر
- فریدا ریشارد
- هانس هاینریخ فون تواردوفسکی
- کارل اتلینگر
- ایلکا گرونینگ
- آدولف کلاین
- اولگا انگل
- هاینریخ ویت